# Supercopa de los Países Bajos 2007
La Supercopa de los Países Bajos 2007 (Johan Cruijff Schaal 2007 en neerlandés) fue la 18.ª edición de la Supercopa de los Países Bajos. El partido se jugó el 11 de agosto de 2007 en el Amsterdam Arena entre el PSV Eindhoven, campeón de la Eredivisie 2006-07 y el Ajax de Ámsterdam, campeón de la KNVB Beker 2006-07. Ajax ganó por 1-0 en el Amsterdam Arena frente a 45.000 espectadores.
| PSV Eindhoven     |  | Bandera de los Países Bajos |  | Campeón de la Eredivisie 2006-07               |
| Ajax de Ámsterdam |  | Bandera de los Países Bajos |  | Campeón de la Copa de los Países Bajos 2006-07 |

## Partido
| 11 de agosto de 2007, 18:00 | Ajax de Ámsterdam | 1:0 (1:0) | PSV Eindhoven | Amsterdam Arena, Ámsterdam                              |                                                         |
|                             | García 43'        | Reporte   |               | Asistencia: 45.000 espectadores Árbitro(s): Ruud Bossen | Asistencia: 45.000 espectadores Árbitro(s): Ruud Bossen |

|                                      |
| Campeón Ajax de Ámsterdam 7.º título |